# Estádio 24 de Fevereiro de 1956
O Estádio 24 de Fevereiro de 1956 (em francês: Stade du 24-Février-1956, em árabe: 1956 ملعب 24 فبراير) é um estádio multiuso localizado na cidade de Sidi Bel Abbès, na Argélia. Inaugurado em 19 de junho de 1981, é oficialmente a casa onde o USM Bel Abbès manda seus jogos oficiais por competições nacionais. Sua capacidade máxima é de 45 000 espectadores.